# Palemona
Palemona – imię żeńskie pochodzenia greckiego; żeński odpowiednik imienia Palemon, którego patronem jest pustelnik z czasów cesarza Dioklecjana, przyjaciel i mistrz św. Pachomiusza. 
Palemona imieniny obchodzi 11 stycznia.